# 조세웅
조세웅(趙世雄, 1927년/1928년~1998년 12월 15일)은 조선민주주의인민공화국의 정치인이다. 부총리와 제5·7·8·9·10기 최고인민회의 대의원을 지냈으며, 민청 평안북도 용천군위원회 조직부장, 당 중앙위 부부장,
기양뜨락또르공장 노동당 위원회 책임비서, 당 중앙위 조직지도부 부부장, 당 중앙위 비서, 당 중앙위 위원 겸 정치국 후보위원, 함경북도 당 책임비서, 건설건재공업위원장, 평안북도 당 책임비서, 당 중앙위 부장, 내각 사무국 당 책임비서를 지냈다.
1998년에 지병으로 사망했다.